# Нижній інтернет
«Нижній інтернет» — неформальне визначення для російськомовного інтернет-сегмента, зміст якого значно відрізняється від стандартного контенту в мережі і нерідко протиставляється загальноприйнятим нормам поведінки. Представниками нижнього інтернету зазвичай є аморальні особистості, психічно хворі, колишні ув'язнені, особи з алкогольною або наркотичною залежністю.

## Історія
На русскоязычном пространстве никто не проводил анализ и систематизацию условного деления интернета среди молодежи на «верхний» и «нижний» и дальнейшую классификацию. Вместе с тем существует всемирно известная концепция карнавально-смеховой культуры Михаила Бахтина.

## Загальні риси
Нижній інтернет — медіаресурси, на яких зосереджені менші маси діячів і аудиторії на відміну від «верхнього». Самі автори націлені в першу чергу на створення продукту, цікавого для них, не звертаючи уваги на кількість залученої аудиторії, кількість переглядів і можливий прибуток. Включає демонстрацію неприйнятних для широкої аудиторії дій.
- Специфічна аудиторія. Як правило, це люди, які не поділяють цінності «верхнього» інтернету. Їх може об'єднувати неприязнь до мейнстріму, пошук альтернативних поглядів, прагнення до епатажу або просто бажання знайти «своїх».

- Контент. Часто провокаційний; чорний гумор, треш, нецензурна лексика, конспірологія, маргінальні теми. Автор контенту може дозволити собі їдкі висловлювання та інші речі, які невластиві «верхньому» інтернету[5].

- Платформи: закриті групи, форуми, анонімні іміджборди, YouTube-канали, Telegram-канали